# Augusto Tomás Álvarez
Augusto Tomás Álvarez (Santa Fe Capital, Provincia de Santa Fe, Argentina, 1 de agosto de 1984) es un futbolista argentino. Juega como volante por izquierda y actual equipo es Club Náutico El Quillá del Liga Santafesina.

## Trayectoria
Surgido de las inferiores de Colón de Santa Fe y sin debutar, en 2005 pasó a Gimnasia y Esgrima de Concepción del Uruguay, donde estuvo cinco años.
En el año 2010 fichó en Sportivo Desamparados de San Juan, donde estuvo dos temporadas. Su excelente rendimiento en el elenco sanjuanino le permitió llegar a primera división, para vestir la camiseta de San Lorenzo de Almagro.
Después tuvo pasos por Douglas Haig, Almirante Brown y Sol de América de Formosa. A principios de 2015 jugó para Cobresal de Chile, siendo con este equipo su primera experiencia internacional y con el cual se coronó campeón, para el segundo semestre firmó por León de Huánuco de Perú, que precisamente descendió en esa temporada.
En enero del año 2016 vuelve a Argentina y es anunciado como refuerzo en Club Atlético Güemes, pero no jugó un solo encuentro por Los azulgrana ya que se marchó a Peñarol de San Juan, al cabo de 6 meses se hace efectiva la llegada de Augusto Álvarez al club Unión de Villa Krause.

## Clubes
| Club                      | País      | Año       |
| ------------------------- | --------- | --------- |
| Colón de Santa Fe         | Argentina | 2005      |
| Gimnasia y Esgrima (CdU)  | Argentina | 2005-2010 |
| Desamparados de San Juan  | Argentina | 2010-2012 |
| San Lorenzo de Almagro    | Argentina | 2012      |
| Douglas Haig de Pergamino | Argentina | 2013      |
| Gimnasia y Esgrima (CdU)  | Argentina | 2013      |
| Almirante Brown           | Argentina | 2014      |
| Sol de América de Formosa | Argentina | 2014      |
| Cobresal                  | Chile     | 2015      |
| León de Huánuco           | Perú      | 2015      |
| Peñarol de San Juan       | Argentina | 2016      |
| Unión de Villa Krause     | Argentina | 2016-2017 |
| Unión de Sunchales        | Argentina | 2017-2018 |
| Sportivo Las Parejas      | Argentina | 2018      |

## Palmarés

### Campeonatos nacionales
| Título           | Club     | País  | Año    |
| ---------------- | -------- | ----- | ------ |
| Primera División | Cobresal | Chile | 2015-C |